# Московская селекционная станция
Московская селекционная станция (Серебряно-Прудский район Московской области), основана 22 июня 1939 года на базе совхоза «Узуново» как Тульская государственная селекционная станция им. В. Р. Вильямса.

## История
В феврале 1943 г. получила название «Московская государственная селекционная станция», сокращенно МСС. Ныне ФГУ «Московская селекционная станция Российской академии сельскохозяйственных наук»
Первым директором Тульской государственной селекционной станции с 1939 г. был Николай Николаевич Филатов (который до этого с 1935 г. возглавлял совхоз «Узуново»).
В 1980-85 гг. директором станции был академик РАСХН, доктор сельскохозяйственных наук Владимир Иванович Кашин.
В настоящее время МСС возглавляет кандидат сельскохозяйственных наук, заслуженный работник сельского хозяйства Московской области Владимир Павлович Ян.

## Научная работа
Основным направлением деятельности является племенное животноводство. Продукцией станции являются крупный рогатый скот и его мясо, племенной скот, молоко. Станция является федеральной собственностью, по состоянию на 2008 год на ней работает 218 человек.
На МСС проводится научная работа по селекции кормовых культур. В МСС выведены сорта сельскохозяйственных культур: кукуруза «Московская-3», люцерна «Вега», вика «Узуновская-83», «Луговская-85», горох «Узуновский-72», райграс «Рапид» и др.
Разрабатываются программы по внедрению технологии экологически безопасного ресурсосберегающего производства в сельском хозяйстве